# Barocius (månekrater)
Barocius er et nedslagskrater på Månen. Det befinder sig i det forrevne sydlige højland på Månens forside og er opkaldt efter den italienske matematiker og astronom Francesco Barozzi (1537 – 1604).
Navnet blev officielt tildelt af den Internationale Astronomiske Union (IAU) i 1935. 

## Omgivelser
Barocius ligger lige sydøst for det store Maurolycuskrater. Sydvest for ligger Clairautkrateret, og mod syd-sydøst ligger Breislakkrateret. 

## Karakteristika
Randen af Barocius er blevet nedslidt og eroderet af utallige senere nedslag. Af disse lægger man mest mærke til "Barocius B", som ligger over den nordøstlige rand og som samtidig er trængt ind i "Barocius C". Der er en rest af et krater ved navn "Barocius W" beliggende lige inden for den indre væg mod sydvest. På kraterbunden er der en lav central top, som er forskudt mod nord i forhold til bundens midtpunkt.

## Satellitkratere
De kratere, som kaldes satellitter, er små kratere beliggende i eller nær hovedkrateret. Deres dannelse er sædvanligvis sket uafhængigt af dette, men de får samme navn som hovedkrateret med tilføjelse af et stort bogstav. På kort over Månen er det en konvention at identificere dem ved at placere dette bogstav på den side af satellitkraterets midte, som ligger nærmest hovedkrateret. Barociuskrateret har følgende satellitkratere:
| Barocius | Koordinater                       | Diameter, km |
| -------- | --------------------------------- | ------------ |
| B        | 44°08′S 18°17′Ø / 44.13°S 18.29°Ø | 37           |
| C        | 43°07′S 17°29′Ø / 43.11°S 17.48°Ø | 36           |
| D        | 46°04′S 19°11′Ø / 46.06°S 19.18°Ø | 9            |
| E        | 47°14′S 22°09′Ø / 47.24°S 22.15°Ø | 24           |
| EC       | 48°13′S 22°29′Ø / 48.22°S 22.49°Ø | 8            |
| F        | 45°55′S 21°36′Ø / 45.92°S 21.60°Ø | 15           |
| G        | 42°31′S 21°02′Ø / 42.52°S 21.03°Ø | 28           |
| H        | 46°43′S 21°38′Ø / 46.71°S 21.63°Ø | 11           |
| J        | 44°58′S 21°25′Ø / 44.97°S 21.41°Ø | 27           |
| K        | 45°13′S 19°38′Ø / 45.22°S 19.63°Ø | 14           |
| L        | 42°30′S 18°49′Ø / 42.50°S 18.81°Ø | 13           |
| M        | 42°27′S 19°29′Ø / 42.45°S 19.48°Ø | 16           |
| N        | 43°12′S 19°46′Ø / 43.20°S 19.76°Ø | 10           |
| O        | 45°45′S 21°56′Ø / 45.75°S 21.93°Ø | 5            |
| R        | 43°55′S 21°32′Ø / 43.91°S 21.53°Ø | 14           |
| S        | 42°30′S 21°49′Ø / 42.50°S 21.82°Ø | 8            |
| W        | 45°41′S 16°13′Ø / 45.68°S 16.21°Ø | 19           |

## Måneatlas
- Billeder af Barociuskrateret i LPI-måneatlasset